# 4Q49
4Q49 (auch 4QJudga) ist die Bezeichnung für Fragmente einer Handschrift des Richterbuches aus Höhle 4Q in der Umgebung von Qumran.
Die Handschrift ist noch in zwei Fragmenten erhalten, auf denen Teile von Ri 6,2–13 erhalten sind. Paläographisch gilt die Handschrift als „späthasmonäisch“ oder „frühherodianisch“, lässt sich also etwa in das dritte Viertel des ersten Jahrhunderts v. Chr. datieren.
Trotz ihrer Kürze weist die Handschrift einige textkritische Varianten auf, die sie sowohl vom Masoretischen Text als auch der Septuaginta unterscheiden. Aufmerksamkeit in der Forschung hat insbesondere das Fehlen der Verse 6,7–10  erregt, die schon länger als späte Fortschreibungen im deuteronomistischen Stil angesehen wurden.